# Napięcie magnetyczne

Pole magnetyczne wokół dwóch jednorodnie namagnesowanych, płaskich, cylindrycznych magnesów z dokładnie obliczonymi liniami pola magnetycznego. Magnetyczny potencjał skalarny ukazany jest kolorem tła od dodatniego (fuksja) przez zero (żółty) do ujemnego (turkusowy). Cienkie linie obrazują liniami jednakowego napięcia. Grubsze linie natężenia pola magnetycznego są gradientem potencjału skalarnego.

Napięcie magnetyczne – skalarna wielkość używana w magnetostatyce charakteryzująca rozkład pola magnetycznego w obwodach magnetycznych. 
Napięcie magnetyczne między dwoma punktami pola jest całką liniową natężenia pola magnetycznego wzdłuż drogi między dwoma punktami w tym polu.
{\displaystyle V_{\mathrm {m} }=\int _{\mathrm {A} }^{\mathrm {B} }{\vec {H}}\cdot \mathrm {d} {\vec {s}}\,}
Jednostką napięcia magnetycznego jest amper. 
W stałym polu magnetycznym napięcie magnetyczne jest określane jako różnica potencjałów magnetycznych skalarnych.
Zgodnie z prawem prawem Ampère’a napięcie magnetyczne dla zamkniętej drogi całkowania jest równe prądowi elektrycznemu przepływającemu przez obszar zamknięty tą linią. W szczególności jeśli przez obszar nie przepływa prąd i nie ma w nim magnesów jest napięcie jest równe zero.
{\displaystyle \oint \limits _{C}{\vec {H}}\cdot \mathrm {d} {\vec {l}}=I}
Linie pola napięcia magnetycznego są prostopadłe do linii natężenia pola magnetycznego.
Wprowadzenie wielkości skalarnej w miejsce wektorowego natężenia pola magnetycznego upraszcza analizę pola magnetycznego.